# Понтекио Полезине
Понтѐкио Полѐзине (на италиански: Pontecchio Polesine; на венециански: Pontecio, Понтечо) е село и община в Северна Италия, провинция Ровиго, регион Венето. Разположено е на 5 m надморска височина. Населението на общината е 2086 души (към 2012 г.).